# Лесниковский, Савелий Францевич
Савелий Францевич Лесниковский — советский военный деятель, организатор и участник партизанского движения в Великой Отечественной войне.

## Биография
Родился в 1908 году. С 1930 года служил в Красной Армии. Член КПСС с 1932 года.
Участник Великой Отечественной войны, капитан 864-го стрелкового полка 189-й стрелковой дивизии.
Ушел в партизаны. Был командиром партизанского разведывательного отряда им. Чапаева, сформированного в июле 1943 года под Житомиром и действовавшего до января 1945 года. После окончания немецкой оккупации отряд действовал на территории Волыни и Подолья, а позднее — в районах Бещад и Нижних Бескидов.
Отряд вел работу по получению информации о типах подразделений вермахта и районах их сосредоточения. Несмотря на плановый характер деятельности отряда, отряд также совершал диверсионно-дезорганизационные мероприятия, вступал в стычки и бои с немцами. К отряду также присоединились несколько рот словацких солдат из 2-го батальона 4-го горного полка 2-й словацкой пехотной дивизии, которые не подчинились словацкому президенту Йозефу Тисе. Во время операций в Карпатах Лесниковский служил в звании майора и использовал псевдоним «Леонид». Отряд Чапаева отправил 377 боевых донесений, в ходе боевых действий было взорвано 52 эшелона (1463 вагона), уничтожено 13 мостов и 107 самолётов.
После войны — полковник Советской Армии.
Постановлением Госсовета ПНР от 17.01.1964 за номером 0/27 был удостоен Золотого Креста Virtuti Militari.
В 1966 году, будучи полковником запаса, он посетил с гостевым визитом Подкарпатье. В сентябре 1971 года он принял участие в открытии памятника партизанам, погибшим на Хале Конечной.
Умер после 1985 года.